# DirectCompute
Microsoft DirectCompute (マイクロソフト・ダイレクトコンピュート) は、Microsoft Windows OS上で"General-Purpose computing on Graphics Processing Unit" (GPGPU) をサポートするためのアプリケーション・プログラミング・インターフェイス（API）の1つである。

## 概要
DirectComputeはWindows用マルチメディアAPIの集まりであるMicrosoft DirectX 11の一部として、当初はシェーダーモデル5.0すなわちDirectX 11（Direct3D 11）フル対応GPU向けにリリースされる予定だったが、その後DirectX 10.xとDirectX 11に対応するGPU上で実行できるように仕様変更された（cs_5_0プロファイルの他に、ダウンレベルのcs_4_0、cs_4_1のサポートが追加された）    。DirectComputeのアーキテクチャは、クロノス・グループ（en:Khronos Group）のOpen Computing Language (OpenCL) やNVIDIAのCompute Unified Device Architecture (CUDA) といった競合間も含めて、コンピュータのインターフェイスを共有する。
DirectComputeを利用できるのは少なくともDirectX 11を利用できるオペレーティングシステム、すなわちWindows Vista（SP2 Platform Update）、Windows 7、Windows 8.x、Windows 10、そしてWindows 11である。
Windows 10とともにリリースされたDirectX 12 (Direct3D 12) は、DirectX 11までよりもハードウェアに近いローレベルAPIとなり、オーバーヘッドの低減やマルチコアCPUを活用したマルチスレッドレンダリングの実行効率改善などがなされている。Direct3D 12では、コマンドキュー／コマンドリストベースの非同期API（ノンブロッキングAPI）や、パイプラインステートオブジェクト (PSO) などによって、グラフィックスだけでなくコンピュート (DirectCompute) タスクの性能向上も図られている。また、Root Signatureの指定や、Rasterizer Ordered View (ROV) に対応するハードウェア上でのROVオブジェクトの使用などが可能となるcs_5_1プロファイルが追加されている  。

## コンピュートシェーダー
アプリケーションでDirectComputeを使用する場合、Direct3D 11 APIもしくはDirect3D 12 APIを通してGPUデバイスを利用することになる。
プログラムの記述にはHLSLと呼ばれるシェーダー言語（シェーディング言語）を使用するが、これはDirect3Dの頂点シェーダーやピクセルシェーダーといったグラフィックスパイプライン記述用に使われている言語でもある。GPGPU用のシェーダープログラムはコンピュートシェーダーと呼ばれ、グラフィックスパイプラインとは独立して動作する。
HLSLのコンピュートシェーダーはCUDAやOpenCLのカーネル関数（並列実行単位）の記述に非常によく似ている。
なおDirect3Dの競合APIであるOpenGLでは、バージョン4.3でDirect3D同様のコンピュートシェーダーを導入した（OpenGLではコンピュートシェーダーの記述にGLSLを使用する）。
DirectComputeおよびコンピュートシェーダーがCUDAやOpenCLと比較して優れている点として、Direct3Dリアルタイムグラフィックスパイプラインとの連携がしやすい（シミュレーションの実行と可視化に向いている）、Direct3D/HLSLをすでに利用している場合は修得が容易である、などが挙げられる。また、マイクロソフトプラットフォーム専用という制約はあるが、逆にDirectX 11/DirectX 12対応でさえあればいかなるデバイスでも動作するというメリットがある。

## ダウンレベルハードウェアでの実行
前述のようにDirectX 10.x世代のGPUであってもDirectX 11 APIを使ってDirectComputeを実行することができるが、DirectX 11フル対応のGPUと比較して実行可能条件にいくつかの制約があるため、使用する際は注意が必要となる。なお、DirectX 10.x（シェーダーモデル4.x）対応のコンピュートシェーダーはDirectCompute 4.x、およびDirectX 11（シェーダーモデル5.0）対応のコンピュートシェーダーはDirectCompute 5.0とも呼ばれる。
倍精度浮動小数点数サポートに関しては、DirectCompute 4.xでは完全に不可能だが、DirectCompute 5.0では任意対応となる。

## D3DCSX
Direct3D 11用のマイクロソフト公式拡張ライブラリとしてD3DX 11が存在するが、その中でもさらにDirectCompute（コンピュートシェーダー）の拡張ライブラリとしてD3DCSXが存在する。D3DCSX 11にはFFTおよびスキャンアルゴリズムが実装されている。

## 採用事例
- BattleForge（英語版） [15] [16]
- S.T.A.L.K.E.R.: Call of Pripyat [17]
- ロスト プラネット 2 [18]
- Battlefield 3 [19]
- Battlefield 4 [20]
- DiRT 2（英語版） [21] [22]
- DiRT 3（英語版） [23]
- DiRT Showdown（英語版） [24]
- メトロ2033 (Windows版) - Diffusion-based DoF (depth of field) [25] [26]
- トゥームレイダー (2013年のゲーム) - AMD TressFX [27] [28] [29] [30]
- Call of Duty: Ghosts - NVIDIA HairWorks [31]